# 三斗小屋温泉
三斗小屋温泉（さんどごやおんせん）は、栃木県那須塩原市（旧国下野国）旧会津中街道の三斗小屋宿近くにある板室温泉郷エリアの温泉。江戸時代には「那須七湯」を構成する温泉に数えられ、現在でも那須温泉郷を構成する温泉として数えられる。

## 泉質
- アルカリ性単純泉（低張性中性高温泉）
  - 源泉温度 : 40 - 58℃
  - 無色透明の源泉

### 効能
- リウマチ・神経痛・疲労回復

効能はその効果を万人に保証するものではない。

## 温泉地
朝日岳 (1903m) の西側の山腹、標高約1,460mに温泉が位置する。温泉地は周囲を那須町に囲まれた那須塩原市の飛び地にある。谷を下って約3kmの地に旧会津中街道、戊辰戦争の古戦場・三斗小屋宿跡がある。
1999年までは日帰り入浴ができたが、それ以降は不可能となり、2021年6月12日時点で期間限定で可能となっている。
旅館は2軒、大黒屋と煙草屋がある。那須岳登山道のルートの途中に在ることから、登山者に山小屋として利用されるケースが多い（朝夕食の提供あり、冬期休業）。
電力の供給はなく、各山小屋の自家発電が行われている。通常の携帯電話は圏外で、固定電話回線の供給が行われていないため、衛星電話回線の公衆電話が設置されている。
また、日本郵便の交通困難地・速達取扱地域外になっており、郵便は届かない。

## 歴史
1143年（康治元年）奥州信夫郡（現福島市）の生島某により発見されたと伝えられている。明治時代には旅館は5軒あった。

## 交通アクセス
JR東北本線（宇都宮線）黒磯駅より関東自動車バスで約75分。那須ロープウェイに乗り換え、山頂駅下車、牛首経由徒歩で約120分。または、峠の茶屋駐車場→峰の茶屋→三斗小屋徒歩で約120分。
アクセスは徒歩のみ、トレッキング程度以上の装備が必要とされる。

## 三斗小屋宿
三斗小屋宿はかつて会津中街道にあった宿場。三斗小屋温泉から3kmほど西の那賀川上流（北緯37度08分04秒 東経139度55分33秒 / 北緯37.134344度 東経139.925860度）にあった。現在は無人であり、宿跡が那須塩原市指定の史跡になっている。